# Dipartimento di Guéra
Il dipartimento di Guéra è un dipartimento del Ciad facente parte della provincia omonima. Il capoluogo è Mongo.

## Comuni
Il dipartimento comprende i seguenti comuni:
- Baro
- Mongo
- Niergui